# Lukovnik
Koordinati:   43°45′09″N, 15°44′31″E
Lukovnik je majhen nenaselje otoček v Jadranskem morju. Pripada Hrvaški.
Lukovnik je otoček v severni Dalmaciji. Leži okoli 0,3 km južno od naselja Tribunj. Njegova površina meri 0,056 km². Dolžina obalnega pasu je 0,93 km. Najvišji vrh je visok 33 mnm.